# Jude Aneke
Jude Aneke (Enugu, 23 april 1990) is een Nigeriaanse voetballer die bij voorkeur als aanvaller speelt. Hij verruilde in juli 2014 Al-Masry voor Spartak Semey.
Aneke werd in het seizoen 2010-2011 topscorer in de Nigeriaanse eerste klasse in dienst van Kaduna United. Hij begon zijn loopbaan bij Ebonyi Angels FC en vertrok niet veel later naar Anambra United, waarvoor hij in de tweede klasse twintig keer een doelpunt maakte. Het volgende seizoen werd hij aangekocht door Kaduna United, waar hij opnieuw twintig doelpunten maakte en tevens topscorer werd. Er scoorde nooit iemand vaker dan hij in één seizoen in de Nigeriaanse eerste klasse. Hij brak het één seizoen oude record van Ahmed Musa.

## KAA Gent
Aneke doorliep midden december 2011 een testperiode bij de Belgische topclub AA Gent.
Aanvankelijk zou Aneke's testperiode al in november plaatsgevonden hebben, maar door internationale verplichtingen werd dat enkele weken uitgesteld. Hij werd onvoldoende bevonden door coach Trond Sollied en bovendien was zijn komst overbodig geweest door de komst van Tom Boere.